# Шишкин, Борис Константинович
Бори́с Константи́нович Ши́шкин (7 [19] апреля 1886, Кукарка, Вятская губерния — 21 марта 1963, Ленинград) — советский учёный, ботаник, флорист, ботанико-географ; интродуктор; систематик высших растений; ресурсовед, член-корреспондент АН СССР (1943).

## Биография

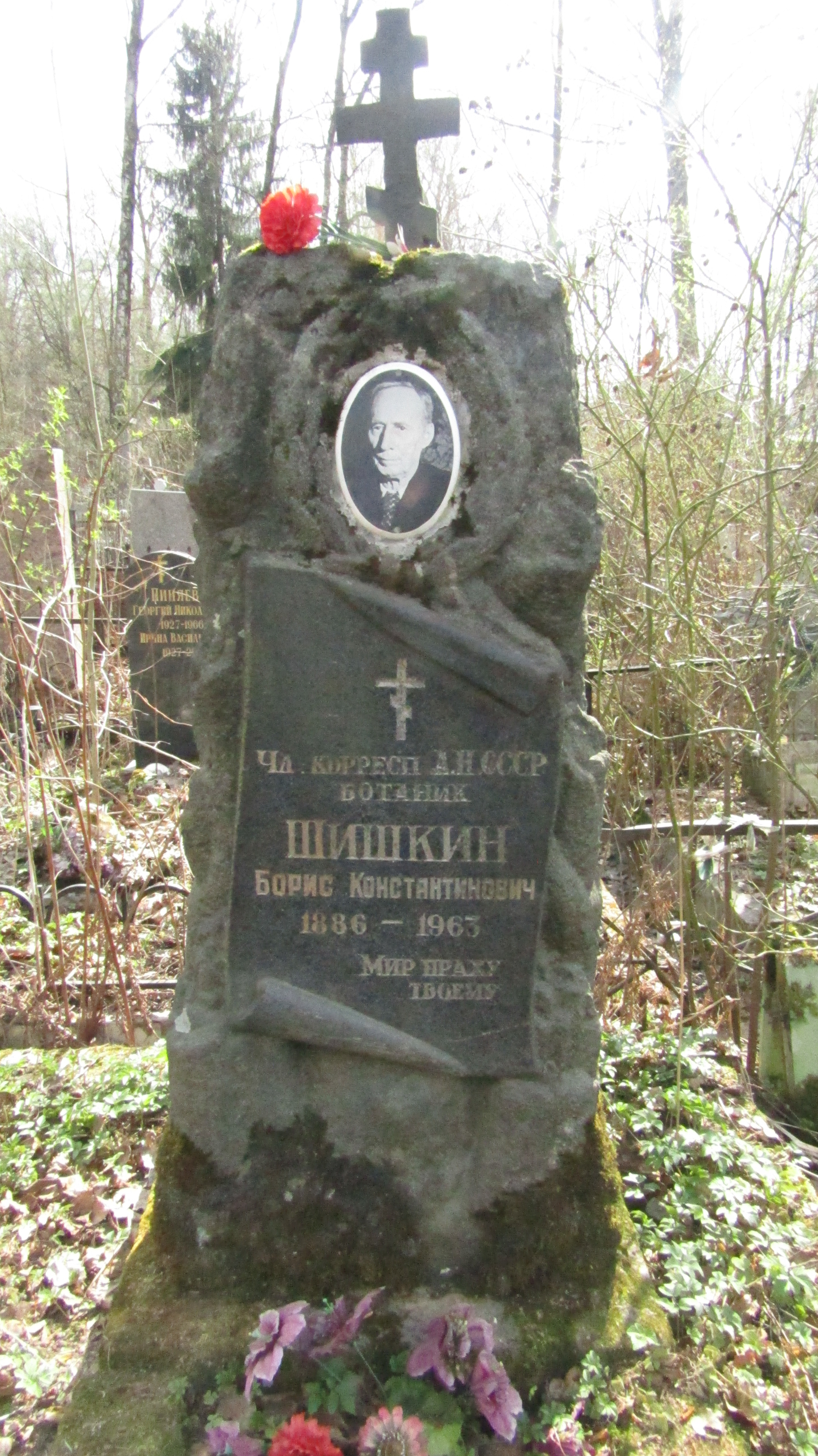
Могила Шишкина Б.К. Серафимовское кладбище, Санкт-Петербург.

Родился в семье священника. Окончил Вятскую духовную семинарию в 1906 году.
В 1911 году окончил медицинский факультет Томского университета. В 1913—1915 годах преподавал в этом же университете, работал лаборантом на Сибирских высших женских курсах.
В 1915—1918 годах — военный врач на Кавказском фронте.
В 1918—1925 годах работал заведующим отделом ботаники Кавказского музея в Тифлисе. В 1925 году вернулся в Томский университет и до 1930 года был профессором кафедры морфологии и систематики растений, исполнял обязанности директора Сибирского ботанического сада (1930).
Далее работал сотрудником Ботанического института АН СССР в Ленинграде. В 1938—1949 годах занимал должность директора института. Принимал участие в организации Казахстанского филиала АН СССР в 1932 г., являлся руководителем его Ботанического сектора до 1936 г., Западно-Сибирского филиала (1944 г.) и Молдавской базы АН в 1946 г. В 1934 году стал доктором биологических наук, а в 1943 — членом-корреспондентом Академии наук СССР.
Профессор Ленинградского университета (1945—1958). Вице-президент Всесоюзного ботанического общества (1946—196 годы).
С послевоенного времени по 1963 год проживал в д. 100 по Большому пр. Петроградской стороны.
Умер в 1963 году, похоронен в Ленинграде на Серафимовском кладбище.

## Труды
Основные труды посвящены систематике цветковых растений (семейств Гвоздичные, Зонтичные, Астровые) и ботанической географии Сибири и Закавказья.
Являлся редактором ряда коллективных работ, в их числе «Флора СССР», «Флора БССР», «Флора Ленинградской области», «Флора Туркмении».
Автор более 200 научных работ.

## Награды и премии
- орден Ленина
- 2 ордена Трудового Красного Знамени (10.06.1945; 22.06.1946)
- медали
- Сталинская премия второй степени (1952) — за ботанические исследования, опубликованные в издании «Флора СССР», тт. 14—17 (1949—1951)
- Почётный член Ботанического общества Франции
- Почётный член Национального географического общества (США)

## Таксоны растений, названные в честь Б. К. Шишкина
В честь Бориса Константиновича названы многие таксоны растений, в том числе роды:
- Borkonstia Ignatov (1983), nom. nov. [≡ Krylovia Schischk. (1949), nom. superfl.; = Aster L. или Rhinactinidia Novopokr.]
- Neoschischkinia Tzvelev (1968) [= Agrostis L.]
- Schischkinia Iljin (1935)
- Schischkiniella Steenis (1967), nom. nov. [≡ Gastrocalyx Schischk. (1919), nom. illeg.; = Silene L.]

Некоторые из видов растений:
- Achillea schischkinii Sosn.
- Alchemilla schischkinii Juz.
- Cirsium schischkinii Serg.
- Digitalis schischkinii Ivanina
- Euphrasia schischkinii Serg.
- Ligularia schischkinii (Lipsch.) N.I.Rubtzov
- Polygonum schischkinii N.A.Ivanova ex Borodina
- Rosularia ×schischkinii Boriss.
- Silene schischkinii (Popov) Vved.
- Taraxacum schischkinii Korol.